# 桜井薫
桜井 薫（さくらい かおる、1935年4月26日 - ）は、茨城県那珂湊市出身の元プロ野球選手（投手）。右投右打。

## 来歴・人物
東京・王子で生まれたが、戦局が厳しくなった小学校3年の時に茨城県那珂郡那珂湊町（那珂湊市を経て、現在のひたちなか市）に疎開。那珂湊中学校から水戸一高に進みエースとして活躍。1952年秋季関東大会では準決勝に進み銚子商の原精次（大映ユニオンズ）らと投げ合うが、延長11回サヨナラ負け。翌1953年春季関東大会も準々決勝に進むが石田雅亮のいた明治高に逆転負け。同年夏の甲子園県予選を勝ち抜くが、北関東大会1回戦で作新学院に敗れ甲子園には届かなかった。1年下のチームメートに玉造陽二、橋本政雄（西鉄ライオンズ）がいた。
卒業後は早稲田大学へ進学。1学年上の木村保、山口欣二（住友金属）らとともに投手陣を牽引し、東京六大学野球リーグでは3年次の1956年までに3度の優勝を経験、シュートを武器に活躍した。しかし1957年には立大に圧倒され、春秋季連続優勝を許す。リーグ通算32試合登板、11勝9敗、112奪三振、防御率1.88。大学同期に森徹がいる。
1958年に大洋ホエールズへ入団、4月から先発陣の一角として起用される。4月25日には国鉄スワローズの金田正一と投げ合い、初完投を果たすが0-1で惜敗。5月7日には読売ジャイアンツを6回無失点に抑え、鈴木隆のリリーフを受けるも初勝利を記録。同年は23試合に登板し2勝を挙げたが、以降2年間は一軍での登板はなく1960年限りで引退した。
引退後はフロント入りし、球団取締役、常務を経て1991年に球団代表となった。

## 詳細情報

### 年度別投手成績
| 年 度     | 球 団     | 登 板 | 先 発 | 完 投 | 完 封 | 無 四 球 | 勝 利 | 敗 戦 | セ 丨 ブ | ホ 丨 ル ド | 勝 率 | 打 者 | 投 球 回 | 被 安 打 | 被 本 塁 打 | 与 四 球 | 敬 遠 | 与 死 球 | 奪 三 振 | 暴 投 | ボ 丨 ク | 失 点 | 自 責 点 | 防 御 率 | W H I P |
| --------- | --------- | ----- | ----- | ----- | ----- | -------- | ----- | ----- | -------- | ----------- | ----- | ----- | -------- | -------- | ----------- | -------- | ----- | -------- | -------- | ----- | -------- | ----- | -------- | -------- | ------- |
| 1958      | 大洋      | 23    | 6     | 1     | 0     | 0        | 2     | 3     | 0        | --          | .400  | 202   | 46.2     | 46       | 5           | 21       | 1     | 1        | 31       | 2     | 0        | 26    | 23       | 4.40     | 1.44    |
| 通算：1年 | 通算：1年 | 23    | 6     | 1     | 0     | 0        | 2     | 3     | 0        | --          | .400  | 202   | 46.2     | 46       | 5           | 21       | 1     | 1        | 31       | 2     | 0        | 26    | 23       | 4.40     | 1.44    |

### 背番号
- 15 （1958年 - 1960年）